# ジョン・ヘイ (第4代ツィードデール侯爵)

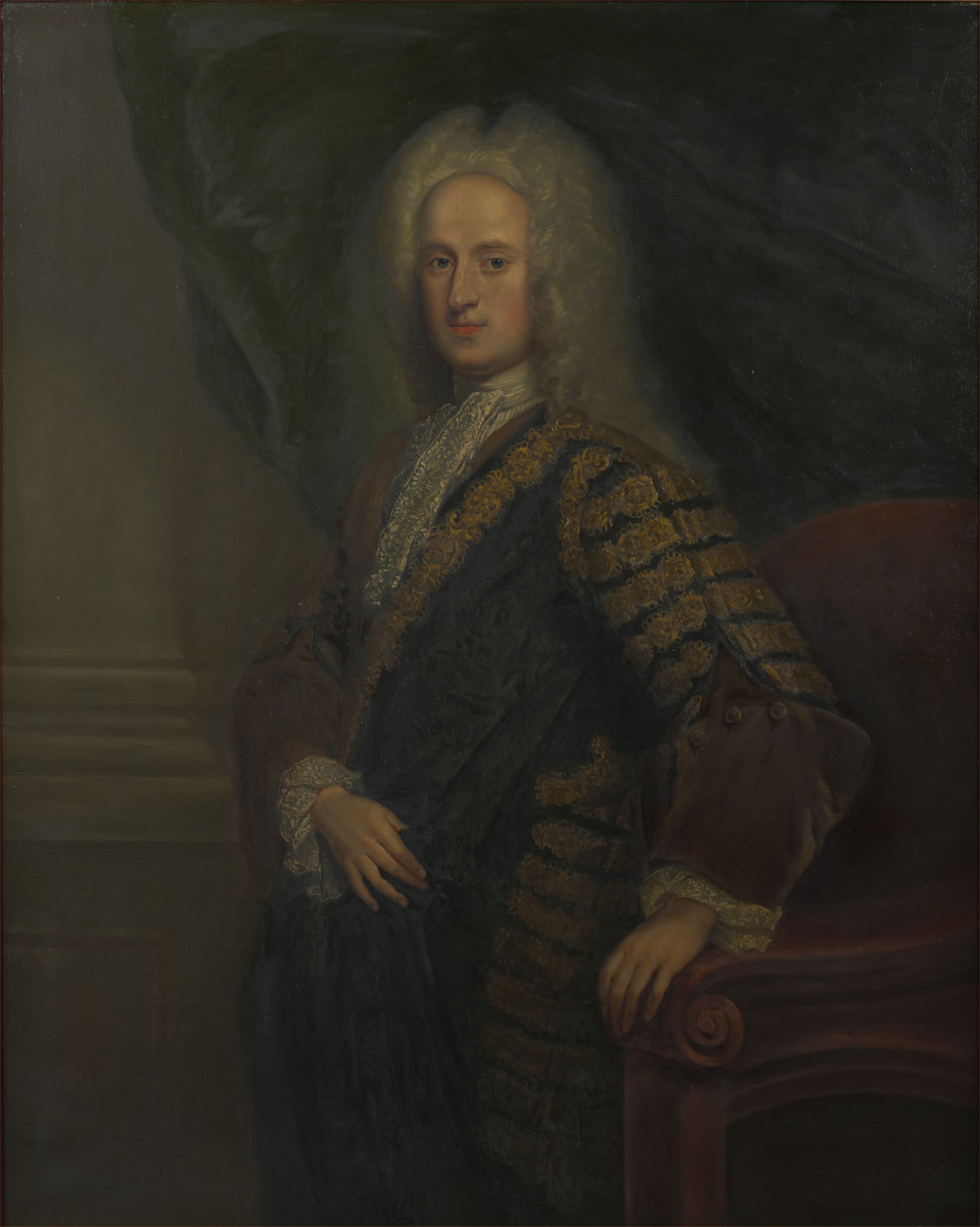
第4代ツィードデール侯爵ジョン・ヘイ

第4代ツィードデール侯爵ジョン・ヘイ（英語: John Hay, 4th Marquess of Tweeddale, PC、1695年 - 1762年12月9日）は、スコットランド貴族。スコットランド国務大臣、スコットランド民事控訴院首席判事を歴任した。

## 生涯
第3代ツィードデール侯爵チャールズ・ヘイの長男として生まれ、エディンバラで法律を学んだ後、1715年に第4代侯爵になり、1721年3月7日にスコットランド民事控訴院特別判事に任命された。1722年にスコットランド貴族代表議員に当選、1727年に再選されたが、カートレット男爵を支持したため1737年と1741年に当選できず、1742年2月に首相ロバート・ウォルポールが辞任した後は同年に再び当選、1747年、1752年、1761年に再選した。ウォルポールの辞任の後に成立したカートレット内閣ではスコットランド国務大臣として入閣したが、1746年1月に辞任、以降スコットランド国務大臣の職は廃止された。スコットランド民事控訴院特別判事の職も1762年にツィードデール侯爵が死去すると廃止された。1761年にスコットランド民事控訴院首席判事に任命され、同年にはスコットランド銀行総裁にも就任したが、1762年9月9日にロンドンで死去した。死後、イェスターで埋葬された。

## 家族
1748年5月24日、グランヴィル伯爵の娘フランシスと結婚した。2人は2男4女をもうけた。
- ジョージ - 第5代ツィードデール侯爵